# Wilhelm von Mutius
Franz August Wilhelm von Mutius (* 3. März 1832 in Posen; † 16. März 1918 in Hirschberg (Schlesien)) war preußischer Generalleutnant.

## Leben

### Herkunft
Wilhelm entstammt der schlesischen Offiziers- und Diplomatenfamilie von Mutius. Seine Eltern waren der preußische General der Kavallerie Louis von Mutius (1796–1866) und dessen Ehefrau Marie, geborene von Röder (1800–1872). Er hatte noch neun Geschwister, darunter der preußische Generalmajor Peter von Mutius (1828–1904). Die Schwester Luise (1823–1894) war mit dem preußischen Generalleutnant Maximilian von Roedern verheiratet.

### Werdegang
Nach dem Besuch der Kadettenhäuser in Wahlstatt und Berlin wurde Mutius am 27. April 1850 als charakterisierter Portepeefähnrich dem Garde-Artillerie-Regiment der Preußischen Armee überwiesen. Von Oktober 1850 bis Juni 1851 war er zur Vereinigten Artillerie- und Ingenieurschule kommandiert und avancierte Ende Juli 1852 zum außeretatmäßigen Sekondeleutnant. Vom 1. Oktober 1852 bis zum 30. Juni 1854 setzte er seine Ausbildung an der Vereinigten Artillerie- und Ingenieurschule fort und wurde am 5. Oktober 1854 mit einem Patent vom 22. Juli 1852 zum Artillerieoffizier ernannt. Unter Stellung à la suite seines Regiments war er ab Mitte November 1855 zur kombinierten Festungs-Artillerie-Abteilung kommandiert und nahm vom 1. April bis zum 31. Mai 1856 an den Belagerungsübungen bei Koblenz teil. Am 1. Juni 1858 kehrte Mutius zu seinem Stammregiment zurück und stieg Anfang Februar 1860 zum Premierleutnant auf. Während des Krieges gegen Dänemark nahm Mutius 1864 an der Beschießung von Fredericia, dem Geschützkampf am Alten Sund sowie der Belagerung und dem Sturm auf die Düppeler Schanzen teil. Dafür erhielt er am 7. Juni 1864 den Roten Adlerorden IV. Klasse mit Schwertern.
Nach dem Krieg war er vom 1. April 1865 bis zum 31. März 1866 zur Artillerie-Revisionskommission in Berlin kommandiert und dort am 18. April 1865 zum Hauptmann befördert worden. Zugleich war Mutius vom 1. Februar bis zum 1. März 1866 zur Vertretung des Artillerieoffiziers vom Platz in Berlin kommandiert. Am 1. April 1866 erfolgte seine Ernennung zum Kommandeur des kombinierten Fuß-Ersatz-Bataillons und einen Monat später übernahm er die 2. vierpfündige Batterie, die er im folgenden Krieg gegen Österreich in der Schlacht bei Königgrätz führte.  Nach dem Friedensschluss wurde Mutius am 10. September 1866 zum Batteriechef ernannt und für sein Wirken am 20. September 1866 mit dem Kronen-Orden III. Klasse mit Schwertern ausgezeichnet. Unter Stellung à la suite seines Regiments war er vom 2. Oktober 1866 bis zum 28. Februar 1867 Vorstand des Artilleriedepots in Stade, wurde anschließend seinem Verband aggregiert und am 26. März 1867 einrangiert.
Während des Krieges gegen Frankreich wurde Mutius als Chef der 4. leichten Batterie in der Schlacht bei Gravelotte durch eine Gewehrschuss in das rechte Knie schwer verletzt und am 21. September 1870 mit dem Eisernen Kreuz II. Klasse ausgezeichnet. Nach Kriegsende und Gesundung wurde Mutius am 22. Februar 1873 zum Major befördert und am 12. März 1874 als etatmäßiger Stabsoffizier zum 2. Garde-Feldartillerie-Regiment kommandiert. Als Kommandeur der I. Abteilung erfolgte am 12. Dezember 1874 seine Versetzung nach Oldenburg in das 2. Hannoversche Feldartillerie-Regiment Nr. 26. Mutius stieg Mitte Juni 1879 zum Oberstleutnant auf und war vom 24. Juni bis zum 9. Juli 1880 zur Vertretung des Kommandeurs des Holsteinischen Feldartillerie-Regiments Nr. 24 kommandiert. Anschließend wurde er zum Kommandeur dieses Verbandes ernannt und am 6. Dezember 1883 zum Oberst befördert. In gleicher Eigenschaft kehrte Mutius am 18. August 1885 zum 2. Garde-Feldartillerie-Regiment zurück und wurde am 13. Dezember 1887 unter Stellung à la suite als Kommandeur der 8. Feldartillerie-Brigade nach Koblenz versetzt. In dieser Stellung erhielt er Anfang August 1888 den Kronen-Orden II. Klasse mit Schwertern am Ringe, wurde am 4. August 1888 Generalmajor sowie am 23. März 1890 mit dem Roten Adlerorden II. Klasse mit Eichenlaub und Schwertern am Ringe ausgezeichnet. Unter Beförderung zum Generalleutnant wurde er am 18. November 1890 mit dem Gehalt seines Dienstgrades vom 1. Dezember 1890 ab zu den Offizieren von der Armee versetzt und am 20. Dezember 1890 in Genehmigung seines Abschiedgesuches mit Pension zur Disposition gestellt.

### Familie
Mutius heiratete am 24. September 1867 in Mittel-Peilau bei Gnadenfrei Marie von Bärensprung (1843–1916). Das Paar hatte mehrere Kinder:
- Wilhelm (1868–1892), Studium der Theologie an der Universität Greifswald, Pfarrvikar[2]
- Ludwig (1870–1941), deutscher Generalkonsul ⚭ 1912 Frida Seefelder (* 1891), Eltern von Bernhard Ludwig von Mutius
- Marie (1871–1877)
- Friedrich (1873–1945), preußischer Major ⚭ 1907 (Scheidung 1936) Stephanie von Woisky (1888–1971), Großeltern von Hans-Georg von Mutius
- Dorothea (1877–1886)